# Xã Woodbury, Quận Bedford, Pennsylvania
Xã Woodbury (tiếng Anh: Woodbury Township) là một xã thuộc quận Bedford, tiểu bang Pennsylvania, Hoa Kỳ. Năm 2010, dân số của xã này là 1.263 người.